# 堀未央奈
堀 未央奈（ほり みおな、1996年〈平成8年〉10月15日 - ）は、日本のタレント、ファッションモデル、YouTuberであり、女性アイドルグループ乃木坂46の元メンバー、『ar』のレギュラーモデルである。岐阜県岐阜市出身。am合同会社所属。

## 来歴
1996年（平成8年）10月15日生まれ。
2013年（平成25年）3月28日、乃木坂46の2期生オーディションに合格。同年5月5日、『16人のプリンシパル deux』の昼公演でお披露目。同年10月6日、7thシングル「バレッタ」にてセンターに抜擢され、自身初の選抜メンバーおよび正規メンバーへの昇格が発表された。
2014年（平成26年）10月6日、『Rの法則』（NHK Eテレ）の第5期R'sメンバーとしてレギュラー出演決定。
2016年（平成28年）4月3日、『乃木坂46の「の」』（文化放送）の10代目MCに就任し、1年間務める。
2017年（平成29年）4月5日、『レコメン!』（文化放送）の水曜日レギュラーとして出演開始。同年5月12日、ファッション誌『ar』（主婦と生活社）のレギュラーモデルに就任したことが公表され、同日発売の6月号より登場。同年11月24日、1st写真集『君らしさ』（主婦と生活社）を発売。
2019年（平成31年 / 令和元年）1月、日本ブルーレイ大賞アンバサダーに就任。同年6月21日、映画『ホットギミック ガールミーツボーイ』で映画初出演・初主演を務めた。同作にて『第22回上海国際映画祭』のアジア新人部門・優秀女優賞にノミネートされた。
2020年（令和2年）5月27日、2nd写真集『いつかの待ち合わせ場所』（ワニブックス）を発売。同年9月24日、2nd写真集の公式Instagramアカウントを個人のアカウントとして引き継ぐかたちで運用を始めた。同年11月27日、乃木坂46公式YouTube公式チャンネルにアップされた自身のソロ楽曲「冷たい水の中」のミュージックビデオ内で乃木坂46を卒業することを発表した。
2021年（令和3年）1月27日発売の26thシングル「僕は僕を好きになる」が最後のシングル参加となる。同年2月23日に開催された『9th YEAR BIRTHDAY LIVE』（幕張メッセ 幕張イベントホール）でラストステージの開催が決定した。同年3月28日に開催された『9th YEAR BIRTHDAY LIVE 〜2期生ライブ〜』をもってグループを卒業した。同年4月26日、乃木坂46公式サイト内の公式ブログが閉鎖された。同年7月3日、YouTubeチャンネルを開設。同年7月14日スタートの『サレタガワのブルー』（毎日放送）にて地上波連続ドラマ初主演を務める。同年9月から2か月間、『ヒルナンデス!』（日本テレビ）の水曜日レギュラーに期間限定で出演。同年10月、『キレイライン CampusAward 2022』の応援アンバサダーに就任。
2022年（令和4年）2月28日、韓国のウエアブランド「ASCLO（エジュクロ）」とコラボしたオリジナル商品が発売された。同年6月27日、公式Twitter『堀 未央奈』を開設。同年7月8日、前述のTwitterアカウントの凍結を受け、再度公式アカウント『堀 未央奈』を開設するも2日後に削除した。
2023年（令和5年）1月18日、3度目となる公式アカウント『堀 未央奈』を開設。同年2月8日、Miss Wedding Award 2023の応援アンバサダーに就任。

## 人物
愛称は、堀ちゃん、みおな。体重39.3kg。高校1年まで岐阜県で過ごし、休日には商業施設・マーサ21や金華山へ頻繁に足を運んだ。老後は地元に戻って過ごしたいと語っている。

### 趣味・嗜好
趣味は映画鑑賞、旅行、古着屋巡り。
好きな映画は『バイオハザード』。

### 特技
特技は高速まばたき、大食い。絵が不得意であり、独特な画風から稀に「画伯」と呼ばれ『アメトーーク!』の人気コーナー「絵心ない芸人」に出演したこともある。

### 乃木坂46
2015年に結成されたグループ内ユニット「サンクエトワール」のメンバー。また、塩アイス、プリン会のメンバー。
推しメンは西野七瀬。1期生では星野みなみと親交が深く、コンビで「みなみおな」として親しまれた。番組の企画で、堀と星野は2人での休日の様子を紹介している。塩アイスの北野日奈子、伊藤純奈、プリン会の鈴木絢音、渡辺みり愛とも親交が深い。2014年4月から2015年5月まで交換留学生として兼任した元SKE48の松井玲奈によれば、堀は「ほっとした」というほど心許せる相手で、松井が乃木坂46を兼任する前、堀に東京ディズニーランドへ連れて行ってもらったという。2014年5月19日（18日深夜）放送の『乃木坂って、どこ?』にて、松井と「お寿司を食べに行く」という約束をしているという会話中、堀が好きな寿司ネタを白身魚と挙げると、松井が「イクラが一番好き」と反応、それを受けた堀は松井の小さな顔にちなみ「イクラみたい」と返すほど親密な間柄。メンバー以外では、同じ高校のクラスメイトでもある元AKB48の湯本亜美と、卒業旅行として2人でディズニーランドを訪れた。また元SKE48の松井珠理奈とは一緒にかき氷デートをしたり、ハンバーガーを食べに行くなど仲が良い。その他、元IZ*ONEのアン・ユジン（現・IVE）とカン・ヘウォンとも親交がある。
理想のセンター像は「向上心があって、どんな状況にグループが陥っても、みんなを励ませるような強い心を持っている人」としている。
乃木坂46で好きな楽曲は「君の名は希望」、「そんなバカな…」、「今、話したい誰かがいる」、「別れ際、もっと好きになる」。
2018年12月24日（23日深夜）放送の『乃木坂工事中』にて、グループ卒業の若月佑美から若月自身の持ち芸・宴会芸である「箸くん」の後継者に指名された。

## 作品

### シングル
乃木坂46
- バレッタ（2013年11月27日、SRCL-8423/30） - EAN 4988009087887。
- 月の大きさ（2013年11月27日、SRCL-8423/30） - EAN 4988009087887。
- そんなバカな・・・（2013年11月27日、SRCL-8425/6） - EAN 4988009087894。
- 月の大きさ〜アニメ版〜（2013年11月27日、SRCL-8430） - EAN 4988009087924。
- 気づいたら片想い（2014年4月2日、SRCL-8520/6） - EAN 4988009092270。
- ロマンスのスタート（2014年4月2日、SRCL-8520/6） - EAN 4988009092270。
- 吐息のメソッド（2014年4月2日、SRCL-8520/1） - EAN 4988009092270。
- ダンケシェーン（2014年4月2日、SRCL-8526） - EAN 4988009092317。
- 夏のFree&Easy（2014年7月9日、SRCL-8563/9） - EAN 4988009094212。
- 何もできずにそばにいる（2014年7月9日、SRCL-8563/9） - EAN 4988009094229。
- 無口なライオン（2014年7月9日、SRCL-8565/6） - EAN 4988009094229。
- 何度目の青空か?（2014年10月8日、SRCL-8621/7） - EAN 4988009097251。
- 転がった鐘を鳴らせ!（2014年10月8日、SRCL-8621/2） - EAN 4988009097251。
- 私、起きる。（2014年10月8日、SRCL-8623/4） - EAN 4988009097268。
- 命は美しい（2015年3月18日、SRCL-8780/6） - EAN 4988009104591。
- あらかじめ語られるロマンス（2015年3月18日、SRCL-8780/6） - EAN 4988009104461。
- 別れ際、もっと好きになる（2015年7月22日、SRCL-8844/5） - EAN 4988009110790。
- 嫉妬の権利（2015年10月28日、SRCL-8910/6） - EAN 4988009116754。
- 大人への近道（2015年10月28日、SRCL-8912/3） - EAN 4988009116754。
- ハルジオンが咲く頃（2016年3月23日、SRCL-9025/33） - EAN 4988009124896。
- 遥かなるブータン（2016年3月23日、SRCL-9025/33） - EAN 4988009124896。
- 裸足でSummer（2016年7月27日、SRCL-9138/44） - EAN 4988009130446。
- 僕だけの光（2016年7月27日、SRCL-9138/44） - EAN 4988009130446。
- サヨナラの意味（2016年11月9日、SRCL-9258/66） - EAN 4547366278897。
- 孤独な青空（2016年11月9日、SRCL-9258/66） - EAN 4547366278897。
- あの教室（2016年11月9日、SRCL-9258/9） - EAN 4547366278866。
- 君に贈る花がない（2016年11月9日、SRCL-9264/5） - EAN 4547366278897。
- インフルエンサー（2017年3月22日、SRCL-9370/8） - EAN 4547366297522。
- 当たり障りのない話（2017年3月22日、SRCL-9378） - EAN 4547366297546。
- 逃げ水（2017年8月9日、SRCL-9489/97） - EAN 4547366319156。
- 女は一人じゃ眠れない（2017年8月9日、SRCL-9489/97） - EAN 4547366319156。
- ひと夏の長さより…（2017年8月9日、SRCL-9489/90） - EAN 4547366319156。
- ライブ神（2017年8月9日、SRCL-9493/4） - EAN 4547366319170。
- 泣いたっていいじゃないか?（2017年8月9日、SRCL-9497） - EAN 4547366319187。
- いつかできるから今日できる（2017年10月11日、SRCL-9572/80）  - EAN 4547366330311。
- 不眠症（2017年10月11日、SRCL-9572/80）  - EAN 4547366330311。
- シンクロニシティ（2018年4月25日、SRCL-9782/90） - EAN 4547366354140。
- スカウトマン（2018年4月25日、SRCL-9786/7） - EAN 4547366354164。
- ジコチューで行こう!（2018年8月8日、SRCL-9913/21） - EAN 4547366369465。
- あんなに好きだったのに…（2018年8月8日、SRCL-9921） - EAN 4547366369496。
- 帰り道は遠回りしたくなる（2018年11月14日、SRCL-9974/82） - EAN 4547366382037。
- キャラバンは眠らない（2018年11月14日、SRCL-9974/82） - EAN 4547366382037。
- Sing Out!（2019年5月29日、SRCL-11186/94） - EAN 4547366406672。
- Am I Loving（2019年5月29日、SRCL-11188/9） - EAN 4547366406689。
- 夜明けまで強がらなくてもいい（2019年9月4日、SRCL-11260/8） - EAN 4547366418569。
- 僕のこと、知ってる?（2019年9月4日、SRCL-11260/8） - EAN 4547366418569。
- 路面電車の街（2019年9月4日、SRCL-11260/1） - EAN 4547366418569。
- 僕の思い込み（2019年9月4日、SRCL-11268） - EAN 4547366418590。
- しあわせの保護色（2020年3月25日、SRCL-11460/8） - EAN 4547366444193。
- アナスターシャ（2020年3月25日、SRCL-11462/3） - EAN 4547366444209。
- 世界中の隣人よ（2020年5月25日）[63]
- Route 246（2020年7月24日）
- 僕は僕を好きになる（2021年1月27日、SRCL-11680/8） - EAN 4547366487244。
- 明日がある理由（2021年1月27日、SRCL-11680/8） - EAN 4547366487244。
- Wilderness world（2021年1月27日、SRCL-11680/1） - EAN 4547366487244。
- 冷たい水の中（2021年1月27日、SRCL-11684/5） - EAN 4547366487268。

坂道AKB
- 誰のことを一番 愛してる?（2017年3月15日、KIZM-90481/2） - EAN 4988003500702。
- 国境のない時代（2018年3月14日、KIZM-90547/8） - EAN 4988003519797。

IZ4648
- 必然性（2019年3月13日、KIZM-90617/8） - EAN 4988003543938。

### アルバム
乃木坂46
- 透明な色（2015年1月7日、SRCL-8662/7） - EAN 4988009099934。
- それぞれの椅子（2016年5月25日、SRCL-9078/86） - EAN 4988009128603。
- 生まれてから初めて見た夢（2017年5月24日、SRCL-9437/44） - EAN 4547366307825。
- 僕だけの君〜Under Super Best〜（2018年1月10日、SRCL-9630/7） - EAN 4547366336214。
- 今が思い出になるまで（2019年4月17日、SRCL-11140/7） - EAN 4547366401325。
- Time flies（2021年12月15日、SRCL-12020/30） - EAN 4547366534184。

### 映像作品
- 堀未央奈×柳沢翔（2013年11月27日） - EAN 4988009087887。
- Creator's Etude 上田誠編（2014年4月2日） - EAN 4988009092270。
- 堀未央奈×秋葉陽児（2014年7月9日） - EAN 4988009094229。
- NOGIBINGO!2（2014年9月12日） - EAN 4988021299015。
- 堀未央奈（2014年10月8日） - EAN 4988009097275。
- 堀未央奈&松井玲奈（2015年3月18日） - EAN 4988009104591。
- 第4回 AKB48紅白対抗歌合戦（2015年4月24日） - EAN 4580303213643。
- NOGIBINGO!3（2015年4月24日） - EAN 4988021729635。
- 乃木坂46 2ND YEAR BIRTHDAY LIVE 2014.2.22 YOKOHAMA ARENA（2015年6月17日） - EAN 4988009110134。
- 北野日奈子&堀未央奈（2015年7月22日） - EAN 4988009110790。
- 堀未央奈の『推しどこ?』（2015年9月30日） - EAN 4988009115351。
- NOGIBINGO!4（2015年10月16日） - EAN 4988021729734。
- 堀未央奈（2015年10月28日） - EAN 4988009116761。
- 悲しみの忘れ方 Documentary of 乃木坂46（2015年11月18日） - EAN 4988104099327。
- 初森ベマーズ（2016年1月20日） - EAN 4988104099433。
- マジすか学園5（2016年1月29日） - EAN 4988021299466。
- NOGIBINGO!5（2016年2月19日） - EAN 4988021729871。
- 堀未央奈（2016年3月23日） - EAN 4988009125503。
- 乃木坂46 3rd YEAR BIRTHDAY LIVE 2015.2.22 SEIBU DOME（2016年7月6日） - EAN 4988009129518。
- NOGIBINGO!6（2016年9月30日） - EAN 4988021714662。
- 乃木坂46 4th YEAR BIRTHDAY LIVE 2016.8.28-30 JINGU STADIUM（2017年6月28日） - EAN 4547366310580。
- NOGIBINGO!7（2017年8月4日） - EAN 4988021146081。
- バイオハザード: ヴェンデッタ（2017年9月6日） - EAN 4547462113023。
- NOGIBINGO!8（2018年3月16日） - EAN 4988021146821。
- 乃木坂46 5th YEAR BIRTHDAY LIVE 2017.2.20-22 SAITAMA SUPER ARENA（2018年3月28日） - EAN 4547366344523。
- 乃木坂46 真夏の全国ツアー2017 FINAL! IN TOKYO DOME（2018年7月11日） - EAN 4547366363999。
- 舞台『あさひなぐ』（2018年9月19日） - EAN 4988104117779。
- NOGIBINGO!9（2018年10月19日） - EAN 4988021147392。
- 乃木坂46 6th YEAR BIRTHDAY LIVE 2018.07.06-08 JINGU STADIUM&CHICHIBUNOMIYA RUGBY STADIUM（2019年7月3日） - EAN 4547366411270。
- 遊戯みたいにいかない。（2019年7月31日） - EAN 4988021148467。
- ドラマ「ザンビ」（2019年8月2日） - EAN 4988021148474。
- NOGIBINGO!10（2019年10月25日） - EAN 4988021148757。
- いつのまにか、ここにいる Documentary of 乃木坂46（2019年12月25日） - EAN 4988104123695。
- 乃木坂46 7th YEAR BIRTHDAY LIVE 2019.2.21-24 KYOCERA DOME OSAKA（2020年2月5日） - EAN 4547366438956。
- 堀工事中（2020年6月3日） - EAN 4547366453287。
- ホットギミック ガールミーツボーイ（2020年10月7日） - EAN 4517331065180。
- 乃木坂46 8th YEAR BIRTHDAY LIVE 2020.2.21-24 NAGOYA DOME（2020年12月23日） - EAN 4547366482812。
- NOGIZAKA46 Mai Shiraishi Graduation Concert 〜Always beside you〜（2021年3月10日） - EAN 4547366491104。
- あのときキスしておけば（2021年9月24日） - EAN 4907953290631, EAN 4907953290624。
- ホメられたい僕の妄想ごはん DVD-BOX（2022年2月2日） - EAN 4907953292277。
- サレタガワのブルー（2022年2月14日） - EAN 4570055422523[64]。
- ボイスII 110緊急指令室（2022年3月9日） - EAN 4988021718769, EAN 4988021141314。
- 乃木坂46 9th YEAR BIRTHDAY LIVE 5DAYS（2022年6月8日） - EAN 4547366541441, EAN 4547366541465。
- ドクターホワイト DVD-BOX（2022年7月15日） - EAN 4571519908355。
- まったり!赤胴鈴之助 DVD-BOX（2022年8月3日） - EAN 4907953297432。
- 探偵が早すぎる 春のトリック返し祭り DVD-BOX（2022年11月9日） - EAN 4571519912406。
- 祈りのカルテ 研修医の謎解き診察記録（2023年5月17日） - EAN 4988021720311, EAN 4988021141826。

## 出演

### テレビドラマ
- オトナヘノベル 第49回 10代ドラマ「“買いたい”が 止まらない!?」（2016年6月2日、NHK Eテレ）主演・萌香 役[65]
- ザンビ（2019年1月24日 - 3月28日、日本テレビ）諸積実乃梨 役[66]
- 遊戯みたいにいかない。 第1話（2019年4月18日、日本テレビ）百川さくら 役[67]
- 乃木坂シネマズ〜STORY of 46〜 第6話「納品ウォーズ」（2020年2月26日 、フジテレビ）主演[68][注 4]
- あのときキスしておけば 最終話（2021年6月18日、テレビ朝日）新人漫画家 役[70]
- サレタガワのブルー（2021年7月14日 - 9月1日、毎日放送）主演・田川藍子 役[71][注 5]
- ボイスII 110緊急指令室 第4話（2021年7月31日、日本テレビ）奥井由香 役[72][73]
- ホメられたい僕の妄想ごはん 第7話（2021年8月22日、テレビ大阪）平岡彩芽 役[74][75]
- 世にも奇妙な物語'21 秋の特別編「スキップ」（2021年11月6日、フジテレビ）ヒロイン・藤野彩花 役[76]
- まったり!赤胴鈴之助（2022年1月9日 - 3月27日、テレビ大阪・BSテレ東）ヒロイン・ヨシ子 役[77]
- ドクターホワイト 第3話（2022年1月31日、関西テレビ）三井沙月 役[78]
- しもべえ 第6話・最終話（2022年3月18日 - 25日、NHK総合）菊池明日香 役[79]
  - しもべえ 特別版（2022年9月25日 - 11月13日、NHK BSプレミアム）菊池明日香 役[80]
- 探偵が早すぎる〜春のトリック返し祭り〜 第7話 - 最終話（2022年5月26日 - 6月16日、読売テレビ）綾藤奈々 役[81]
- 理想ノカレシ 第3話 - 最終話（2022年6月15日 - 7月21日、TBS）三木葵 役[82]
- パパとムスメの7日間 第2話（2022年8月3日、TBS）三木葵 役[注 6]
- 祈りのカルテ 研修医の謎解き診察記録（2022年10月8日 - 12月17日、日本テレビ）橘麻友 役[83]
- D&D〜医者と刑事の捜査線〜 第3話（2024年11月1日、テレビ東京）白瀬瑠衣 / 里見祐子 役[84]
- モンスター 第7話（2024年11月25日、関西テレビ）前園里佳子 役[85]
- 風のふく島 第1話（2025年1月11日、テレビ東京）女性客 役[86]
- 私の知らない私 第3話（2025年1月23日、読売テレビ）吉瀬さゆみ 役[87]
- 完全不倫 -隠す美学、暴く覚悟-（2025年7月2日 - 、日本テレビ）小田莉乃 役[88]

### その他のテレビ番組
- Rの法則（2014年10月6日 - 2017年3月27日[要出典]、NHK Eテレ）第5期R'sメンバー[12]
- 痛快TV スカッとジャパン（フジテレビ）
  - （2017年11月27日）再現ドラマの女子高校生徒 役[89]
  - （2021年10月25日）再現ドラマのOL 役[90]
- アメトーーク!（テレビ朝日）「絵心ない芸人」のパネリスト側ゲスト
  - （2019年3月21日）[43]
  - （2020年3月20日）[91]
  - （2022年3月25日）[92]
  - （2023年3月23日）[93]
  - （2024年3月28日）[94]
  - （2025年2月20日）[94]
- 映画の女の子、の依拠する三角関係に差し当たって（2019年6月21日、日本映画専門チャンネル）チャンネル限定特典映像（監督：山戸結希）[95]
- 24時間テレビ44 想い〜世界は、きっと変わる。（2021年8月22日、日本テレビ系）中京テレビ・チャリティーパーソナリティー（東海3県ブロック）[96]
- ヒルナンデス!（2021年9月1日 - 10月27日、日本テレビ）期間限定水曜日レギュラー[29]
- 遠回りな答え（2022年9月24日、日本テレビ）[97]

### ラジオ
- 乃木坂46 堀未央奈のオールナイトニッポンR（2015年11月8日、ニッポン放送）[98]
- レコメン!（文化放送）
  - （2017年4月5日 - 2020年3月25日）水曜24時台レギュラーパーソナリティー[99][100]
  - （2021年3月17日）ゲスト[101]
- オレたちゴチャ・まぜっ!〜集まれヤンヤン〜（2021年4月25日 - 10月3日、毎日放送）第13期MC[102][103]
- イマドキッ ドゥフドゥフ90分（2021年10月6日 - 2023年5月23日 、毎日放送）第一部レギュラー[103][104]

### 舞台
- じょしらく（2015年6月18日・20日 - 21日・23日・27日、AiiA 2.5 Theater Tokyo）空琉美遊亭丸京 役[105][106]。
- あさひなぐ（2017年5月20日 - 30日、東京：EX THEATER ROPPONGI / 6月2日 - 5日、大阪：森ノ宮ピロティホール / 6月9日 - 11日、名古屋：愛知県芸術劇場）一堂寧々 役[107]

### 映画
- ホットギミック ガールミーツボーイ（2019年6月28日、東映）主演・成田初 役[17][108]
- 遺書、公開。（2025年1月31日、松竹 / HIAX）姫山椿 役[109][110]
- 死に損なった男（2025年2月21日、クロックワークス）竹下希 役[111]

### CM
- サンスター「明日に向かって磨く篇」（2016年1月2日 - 、サンスター）[112]

### 配信ドラマ
- マジすか学園5 第10話（2015年10月14日、Hulu）乃木女生徒 役[要出典]
- 遊戯みたいにいかない。〜dTV限定版〜 第1話（2019年4月19日、dTV）百川さくら 役[67]
- 猿に会う（2020年4月10日 - 18日、dTV）アキラ / 夏目明子 役[113]
- 金魚妻（2022年2月14日配信、Netflix）加代 役[114]
- A2Z（2023年2月3日配信、Amazon Prime Video）本宮冬子 役[115]
- 最期の授業-生き残った者だけが卒業-（2024年11月26日配信、UniReel）今泉理恵 役[116]
- 女優めし（2025年3月30日 - 4月6日、Lemino 他）主演・和泉撫子 役[117]

### ネット配信
- 恋愛ドラマな恋がしたい〜KISS or kiss〜（2021年5月22日 - 6月6日、AbemaTV）[118]
- ABEMA BOATRACE SPACE『クロちゃんとクルーちゃん2nd』（2023年4月7日 - 2024年3月29日、ABEMA）
- 私たち結婚しました5（2024年3月15日 - 5月17日、ABEMA）[119]
- 罵倒村（2025年5月13日、Netflix）[120]

### 吹き替え
- バイオハザード: ヴェンデッタ（2017年5月27日、ソニー・ピクチャーズ エンタテインメント）公園の女性 役[41]

### イベント
- 東京ガールズコレクション
  - 第23回 東京ガールズコレクション2016 AUTUMN/WINTER（2016年9月3日、さいたまスーパーアリーナ）[121]
  - 第34回 マイナビ 東京ガールズコレクション 2022 SPRING/SUMMER（2022年3月21日、国立代々木競技場第一体育館）[122]
  - SDGs推進 TGC しずおか 2024 by TOKYO GIRLS COLLECTION（2024年1月13日、ツインメッセ静岡 北館大展示場）[123]
  - 第38回 マイナビ 東京ガールズコレクション 2024 SPRING/SUMMER（2024年3月2日、国立代々木競技場第一体育館）[124]
- GirlsAward
  - GirlsAward 2016 AUTUMN/WINTER（2016年10月8日、国立代々木競技場第一体育館）[125]
  - マイナビ GirlsAward 2017 SPRING/SUMMER（2017年5月3日、国立代々木競技場第一体育館）[126]
  - Tokyo Virtual Runway Live by GirlsAward vol.1（2020年6月27日、ABEMA独占生配信）[127]
- ASIA FASHION AWARD 2016 in TAIPEI（2016年12月10日、W Taipei）[128]
- EXIA Presents KANSAI COLLECTION 2022 AUTUMN & WINTER（2022年8月4日、京セラドーム大阪）[129]

## 書籍

### 写真集
- 君らしさ（2017年11月24日、主婦と生活社）[130]
- いつかの待ち合わせ場所（2020年5月27日、ワニブックス）[131]
- いつのまにか（2021年4月20日、主婦と生活社）[132]

### 雑誌連載
- 読売中高生新聞（2014年11月21日 - 2018年3月16日、読売新聞東京本社）ホラー映画入門[133]
- ar（主婦と生活社）
  - （2016年12月12日 - ）乃木坂46 堀未央奈がゆく おもてなし達人への道[134]
  - （2017年5月12日 - ）- レギュラーモデル[3]